# William O'Neill
 (août 2023).
Si vous disposez d'ouvrages ou d'articles de référence ou si vous connaissez des sites web de qualité traitant du thème abordé ici, merci de compléter l'article en donnant les références utiles à sa vérifiabilité et en les liant à la section « Notes et références ».
Pour les articles homonymes, voir Atchison et O'Neill.
William Atchison O'Neill ou William O'Neill, né le 11 août 1930 à Hartford et mort le 24 novembre 2007 à East Hampton, est un homme politique américain, membre du Parti démocrate. Il est gouverneur du Connecticut de 1980 à 1991.

## Biographie
William O'Neill est d'origine irlandaise. Il étudie à l'université de Hartford puis travaille dans une compagnie d'assurances. Il sert comme pilote de combat dans l'armée de l'air durant la guerre de Corée entre 1950 et 1953. Il est membre de l'American Legion et des Veterans of Foreign Wars. Il travaille ensuite dans le bar familial à East Hampton.
Il est élu à la Chambre des représentants du Connecticut à six reprises entre 1966 et 1976. Il est élu lieutenant-gouverneur du Connecticut en 1978, sur un « ticket » démocrate avec la gouverneure Ella T. Grasso. Lorsque cette dernière démissionne pour des raisons de santé en décembre 1980 (elle meurt d'un cancer cinq semaines après), O'Neill devient le 69e gouverneur de cet État de Nouvelle-Angleterre, dans le nord-est des États-Unis. Il est élu pour un mandat complet en 1982 et réélu en 1986. Il quitte ses fonctions en janvier 1991 après dix ans de mandat, ce qui en fait le plus long de l'histoire du Connecticut.
Il meurt à l'âge de 77 ans le 24 novembre 2007.